# Олена Мекленбург-Шверінська
Олена Луїза Єлизавета Мекленбург-Шверінська (нім. Helene Luise Elisabeth zu Mecklenburg-Schwerin; 24 січня 1814 — 17 травня 1858) — принцеса та герцогиня Мекленбург-Шверінська, донька спадкоємного принца Мекленбург-Шверіна Фрідріха Людвіга та принцеси Саксен-Веймар-Айзенаської Кароліни Луїзи, дружина кронпринца Франції Фердинанда Філіпа Орлеанського.

## Біографія
Олена народилася 24 січня 1814 року в палаці Людвігслюст другою дитиною та єдиною донькою в родині спадкоємного принца Мекленбург-Шверіна Фрідріха Людвіга та його другої дружини Кароліни Луїзи Саксен-Веймар-Айзенаської. Мала рідного старшого брата Альберта та єдинокровних брата Пауля Фрідріха та сестру Марію Луїзу від першого шлюбу батька. Країною правив їхній дід Фрідріх Франц I. Мешкала родина в Людвігслюсті.
Матір померла, коли Олені було 2 роки, так і не видужавши після народження її молодшого брата Магнуса. Батько, аби дати дітям матір та виконуючи прохання померлої дружини, одружився незабаром із її кузиною Августою Гессен-Гомбурзькою. Вона була старшою за нього та стала дітям турботливою мачухою. Батько пішов з життя восени 1819 року, залишивши дітей на її догляд. Із Оленою в Августи склалися особливо теплі відносини.
Принцеса з дитинства вивчала французьку мову та літературу.
Взимку 1837 року пішов з життя Фрідріх Франц I, і брат Олени, Пауль Фрідріх, став наступним герцогом Мекленбург-Шверіна.
За кілька місяців до Мекленбург-Шверіна прибув повноважний посланець із Франції, герцог Віктор де Брольї, зі шлюбною пропозицією до принцеси Олени від спадкоємця французького престолу Фердинанда Філіпа Орлеанського. 23-річна Олена не вважалася красунею, проте її змальовували як дуже амбітну дівчину. Клемент фон Меттерніх давав їй характеристику «маленька, але з хорошої родини». Вона прийняла пропозицію Фердинанда Філіпа через супротив родини, оскільки прагла стати королевою. Наречений, старший від неї на чотири роки, був сином правлячого короля Франції Луї-Філіппа I і мав у майбутньому успадкувати трон. Перед цим йому відмовили кілька європейських принцес через низький престиж Орлеанського дому. До Франції Олену супроводжувала тільки її мачуха.

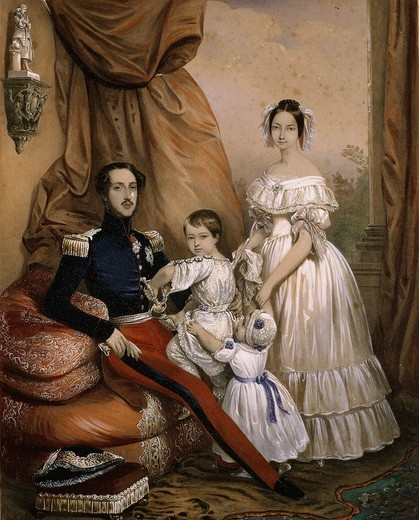
Портрет Олени з чоловіком та синами пензля Франсуа Ґреньє де Сен-Мартена

Оскільки принцеса бажала зберегти лютеранське віросповідання, укладаючи шлюб з католиком, архієпископ Паризький заборонив вінчання у Соборі Паризької Богоматері. Цивільна церемонія пройшла в галереї Генріха II у Фонтенбло 30 травня, вінчання за католицьким звичаєм провів єпископ Мо у каплиці Генріха IV, за лютеранським —пастор Кювьє у салоні Луї-Філіпа. При безлічі гостей була помітна відсутність послів іноземних держав, за винятком представників Пруссії, Бельгії та Мекленбурга.
Шлюб виявився щасливим, Олена розділяла ліберальні погляди свого чоловіка та його популярність. Як і він, протегувала діячам мистецтва і літератури. Сама полюбляла малювати. Також привезла до Франції звичай прикрашати ялинку на Різдво. Як і її свекруха, полюбляла отримувати та писати листи, мала щоденники, куди записувала думки.
Подружжя мало двох дітей. Фердинанд Філіп трагічно загинув влітку 1842, після п'яти років шлюбу, так і не вступивши на престол.

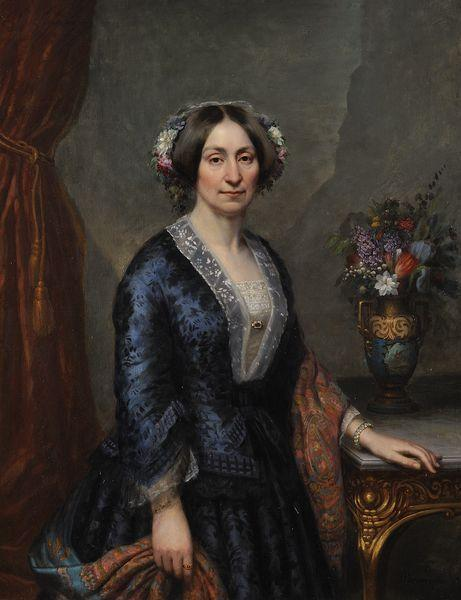
Портрет герцогині Орлеанської пензля Генріха Поммеренке, близько 1850

Із початком Революції 1848 року Луї-Філіпп I 24 лютого зрікся престолу на користь малолітнього онука Луї-Філіпа при регентстві Олени Мекленбург-Шверінської та виїхав за кордон. Герцогиня з дітьми та герцогом Немурським відразу прибула до Бурбонського палацу, де відбувалося засідання палати депутатів. Орлеаністська більшість зустріла їх стоячи та була готова проголосити графа Паризького королем, але під тиском натовпу, який заполонив палац, коливалася; почалися дебати. Новий натовп озброєного люду вимагав створення республіки, яка і була в той же день проголошена в Ратуші. Герцогиня під час евакуації з палацу була розділена із дітьми. Її вивезли до замку Ліньї за межами столиці, молодший син потрапив до паризького пекаря. Поєднавшись через три дні, Олена з дітьми виїхала до Німеччини й оселилася у великому герцогстві Саксен-Веймар-Айзенаському, де правив її дядько Карл Фрідріх. В еміграції продовжувала захищати права сина на престол. Листувалася зі свекрами, принцами, колишніми міністрами, в такий спосіб отримуючи останні новини та огляди подій.
У 1851 році стала почесною громадянкою Айзенаха. Була дуже популярною серед місцевого населення. У співпраці із Бернхардом фон Арнсвальдом проводила кампанію за відновлення Вартбурзького замку, допомагала лляним ткачам в Тюрингії.
Відносини із королем у вигнанні Луї-Філіпом, який виїхав із сім'єю до Великої Британії, у герцогині були зіпсованими. Вони примирилися лише навесні 1850 року, після чого Олена, яка мала матеріальні труднощі, почала регулярно навідувати із синами Орлеанську родину в Лондоні.
Із приходом до влади Луї Наполеона Бонапарта все більше прихильників Орлеанського дому прагло примирити їх із Бурбонами. Герцогиня категорично відхиляла такі спроби і відмовлялася визнавати герцога Бордо королем Франції. Луї-Філіпп I пішов з життя наприкінці літа 1850 року. Для орлеаністів старший син Олени став законним королем Франції, втім мало хто вірив у реальну можливість його приходу до влади.
У липні 1857 року герцогиня із дітьми переїхали до Лондону аби бути ближчими до їхньої бабусі Марії-Амелії. Вони орендували заміський будинок у Річмонді в годині їзди від Клермону, де мешкала королева-вдова.
У травні 1858 року її молодший син захворів на грип. Доглядаючи його, Олена заразилася сама і померла 17 травня. Її поховали в каплиці Святого Карла Борромео у Вейбриджі. У 1876 році її тіло, разом із кількома іншими померлими членами Орлеанського дому, було перепоховане у королівській усипальні в Дре. Гробниця герцогині розміщена поруч чоловікової в окремій спеціально збудованій каплиці, оскільки вона була лютеранкою.

## Родина
Чоловік — Фердинанд Філіп Орлеанський
Діти:
- Луї-Філіп (1838—1894) — граф Паризький, герцог Орлеанський, спадкоємець французького престолу з Орлеанської династії, був одружений із принцесою Марією Ізабеллою Орлеанською, мав восьмеро дітей;
- Робер (1840—1910) — герцог Шартрський, був одружений із принцесою Франсуазою Орлеанською, мав п'ятеро дітей.

## Нагороди
- Орден Зіркового хреста (Австрійська імперія);
- Орден королеви Марії Терезії (Іспанія).

## Титули
- 24 січня 1814—30 травня 1837 — Її Високість Герцогиня Олена Мекленбург-Шверінська;
- 30 травня 1837—13 липня 1842 — Її Королівська Високість Герцогиня Орлеанська;
- 13 липня 1842—17 травня 1858 — Її Королівська Високість Вдовіюча Герцогиня Орлеанська.